# 许佶
许佶（？—869年），唐末庞勋起义军首领之一。徐州(今江苏徐州)人。唐懿宗咸通四年（863年），应募戍守桂林，任桂林戍军都虞候。咸通九年（868年）因徐州镇帅拒绝派员轮替戍边将士，士卒怨愤。他与军校赵可立等发动兵变，杀都将王仲甫，推粮料判官庞勋为首，引兵北归，攻占徐州及周围州县。次年，唐将康承训帅沙陀等军向义军发动攻击，义军频战不利。庞勋率军出徐州城西进，许佶留守徐州，义军宿州守将张玄稔叛变，引众围攻徐州。他兵败被杀。